# Álvaro Caetano de Melo e Castro
Álvaro Caetano de Castro e Melo foi um fidalgo português que exerceu o cargo de governador de Moçambique entre 1722 e 1723.